# Эндип, Василий Иванович
Василий Иванович Эндип (настоящая фамилия Антипов; род. 17 января 1937 года, с. Черный Ключ Клявлинского района Самарской области) — советский чувашский поэт, заслуженный деятель искусств Чувашской Республики.

## Биография
Закончил Чувашский государственный университет им. И. Н. Ульянова и Высшие литературные курсы при Литературном институте им. А.М. Горького Союза писателей СССР. Работал заведующим сельским клубом, разнорабочим и бригадиром в ремонтной бригаде железнодорожной связи, художественным оформителем зданий, редактором многотиражной газеты и местного радиовещания г. Новочебоксарска, главным редактором в Чувашском книжном издательстве, заместителем Председателя правления Союза писателей ЧАССР, сотрудником Комитета по лесному хозяйству Чувашской Республики. В. Эндип руководил литературным объединением «Хавал» при Чувашском обкоме ВЛКСМ, являлся председателем профкома Союза писателей ЧАССР.

## Творчество
В 1974 г. вышла первая книга его стихов и поэм «Çăлкуç» (Родник).
Василий Эндип является автором 10 поэм («Чайки прилетают в село», «Бескрылая мельница», «Радуга в руке», «Твердь», «Прекрасные мгновенья вечной жизни» и др).
В 1977 г. поэма В. Эндипа «Крылатый конь детства» была признана Росглавиздатом «одной из лучших поэм во всей советской поэзии о детстве в годы войны».

## Награды
В. И. Эндип награждён медалью «За доблестный труд», Почетной грамотой Президиума Верховного Совета ЧАССР.
В 1992 году ему присвоено почетное звание «Заслуженный деятель искусств Чувашской Республики».